# 蔭山秀一
蔭山 秀一（かげやま しゅういち、1956年7月4日 - ）は、日本の実業家。三井住友銀行取締役副会長や、ロイヤルホテル代表取締役社長を経て、同社取締役会長。日本ホテル協会副会長。元関西経済同友会代表幹事。

## 人物・経歴
大阪府大阪市生まれ。大阪府立大手前高等学校を経て、1979年神戸大学経済学部卒業、住友銀行（現三井住友銀行）入行。関西営業畑を歩み、鳳支店長、熊本支店長、今里法人営業部長、大阪駅前法人営業部長、梅田法人営業第二部長、神戸法人営業第一部長、執行役員京都北陸法人営業本部長、常務執行役員等を歴任。
2012年三井住友銀行取締役兼専務執行役員に昇格。2014年取締役兼副頭取。2015年取締役副会長。同年から関西経済同友会代表幹事を務め、大阪へのIR誘致などにあたった。2017年からロイヤルホテル社長を務め、関西財界人脈を活かし競争力強化を進めた。2020年大阪日伊協会会長。2021年日本ホテル協会副会長。2023年ロイヤルホテル取締役会長。